# Dublin Mountains Way

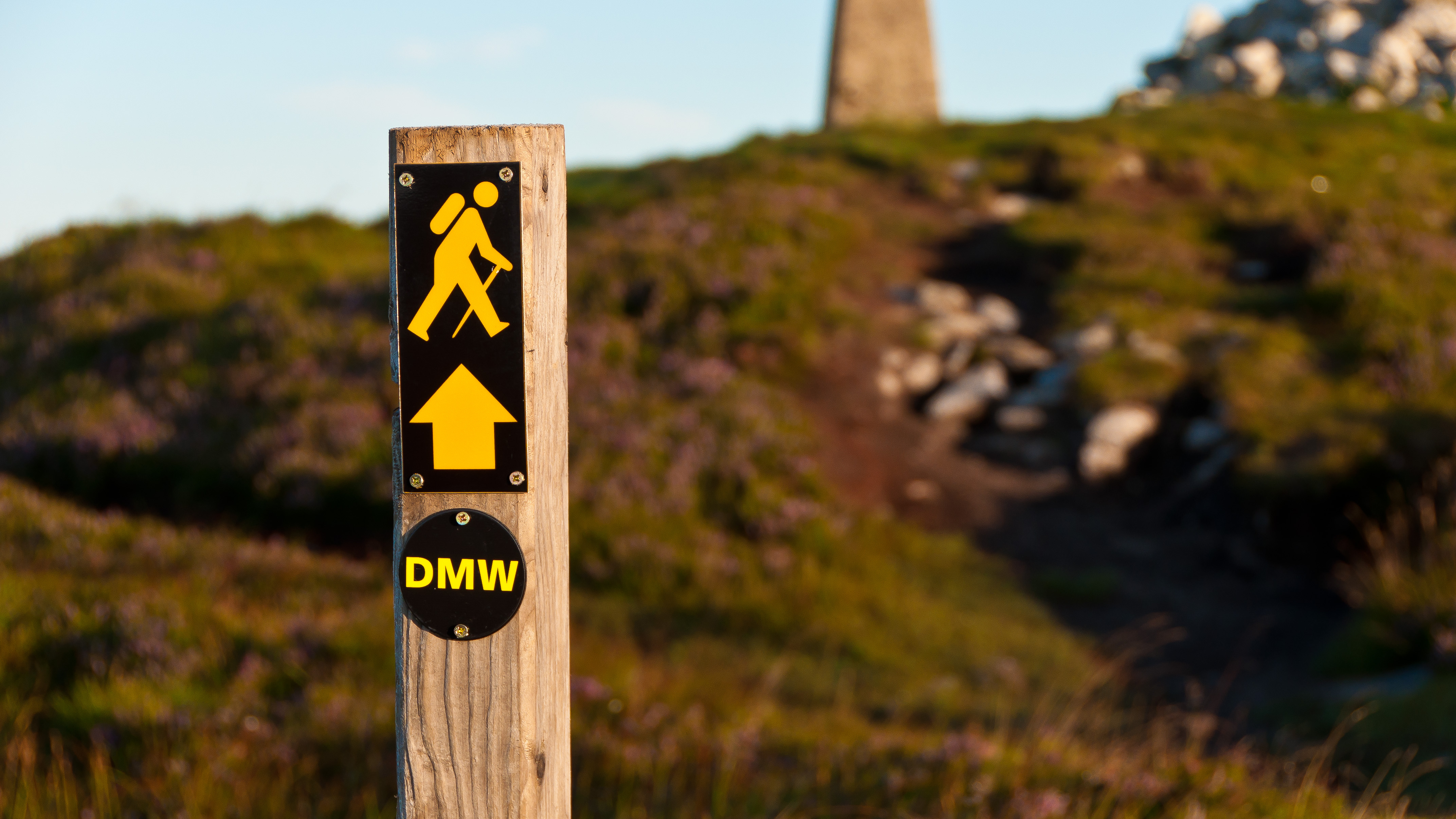
Bewegwijzering voor de Dublin Mountains Way bij Fairy Castle, de top van Two Rock Mountain

De Dublin Mountains Way (Iers: Slí Shléibhte Bhaile Átha Cliath) is een langeafstandswandelpad in Ierland. Het pad werd door het National Trails Office van de Ierse sportbond erkend als National Waymarked Trail. Het pad werd ontwikkeld door het Dublin Mountains Partnership, een overkoepelende groep van relevante overheidsinstanties en recreatieve gebruikers die werken aan het verbeteren van recreatieve voorzieningen in de Dublin Mountains. De werkzaamheden aan het pad begonnen in 2008 en het eerste deel werd officieel geopend in juni 2009. Het markeren en onderhouden van het wandelpad werd grotendeels uitgevoerd door vrijwilligers onder leiding van het Dublin Mountains Partnership. Het pad werd volledig geopend op 31 oktober 2010.
Het wandelpad is een rechtlijnig pad van ongeveer 42,6 kilometer lang en loopt van Shankill naar Tallaght, in de graafschappen South Dublin en Dun Laoghaire-Rathdown. Op de westelijke hellingen van de Two Rock Mountain overlapt het pad de Wicklow Way gedurende een kilometer.

## Beschrijving
Wandelend van oost naar west begint de route in de hoofdstraat van Shankill en loopt door Rathmichael, Carrickgollogan, Barnaslingan, Glencullen, Ballyedmonduff, Three Rock Mountain, Two Rock Mountain, Tibradden Mountain, Cruagh Wood, Featherbed Forest, Glenasmole en Kiltipper voordat hij eindigt bij het Seán Walsh Memorial Park in Tallaght. Het pad passeert verschillende plaatsen van historisch belang, waaronder de prehistorische monumenten in Ballyedmonduff en op de Two Rock en Tibradden Mountains. Het loopt ook langs verschillende plaatsen van wetenschappelijk belang, zoals The Scalp, een belangrijk voorbeeld van een overloop van een gletsjermeer, en het beschermd natuurgebied Glenasmole Valley. De route loopt door een verscheidenheid aan terreinen, van stadsparken tot bossen tot open berghellingen en over een mix van wegen en bos- en bergpaden.

## Fotogalerij

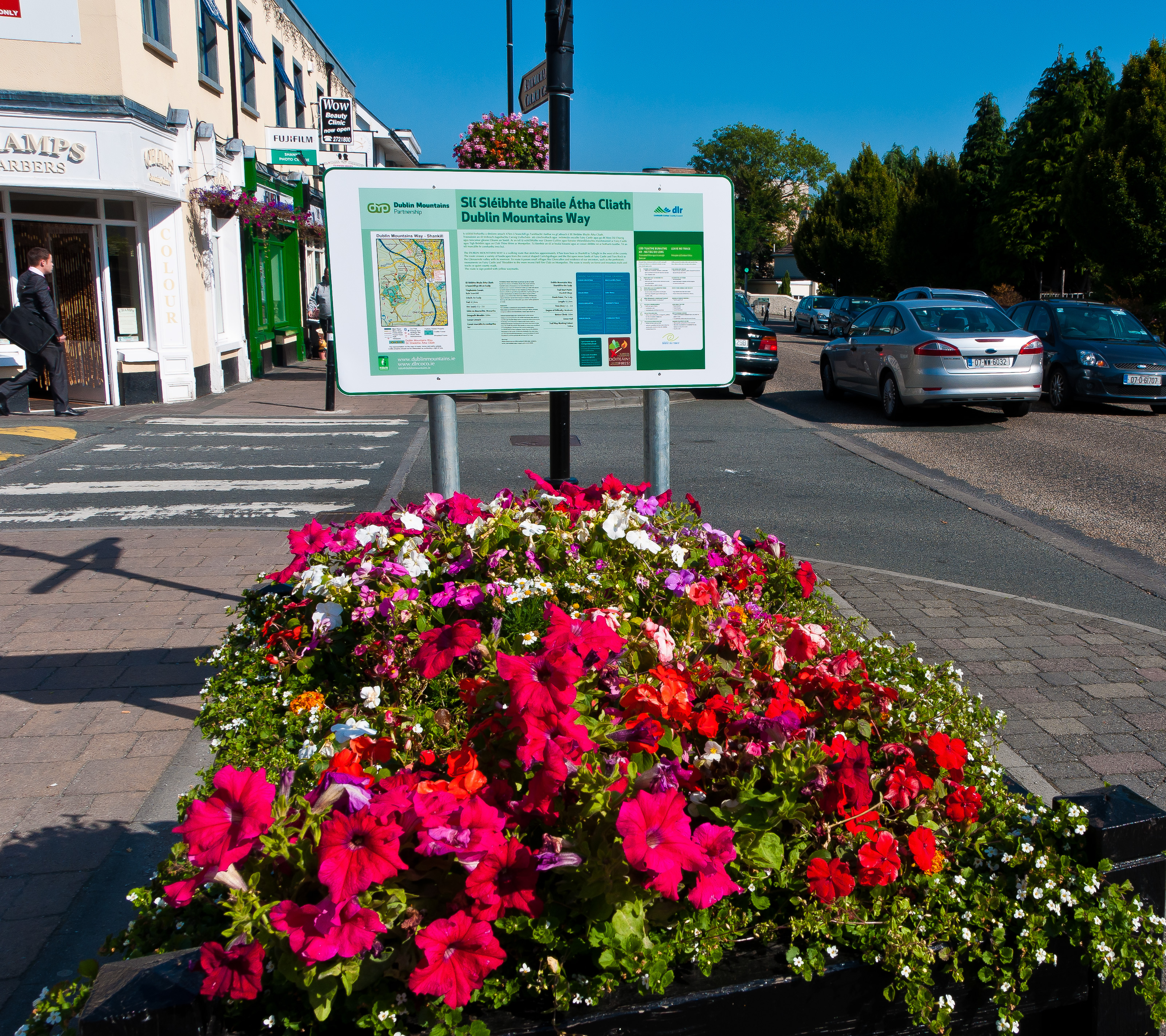
Trailhead in Skankill
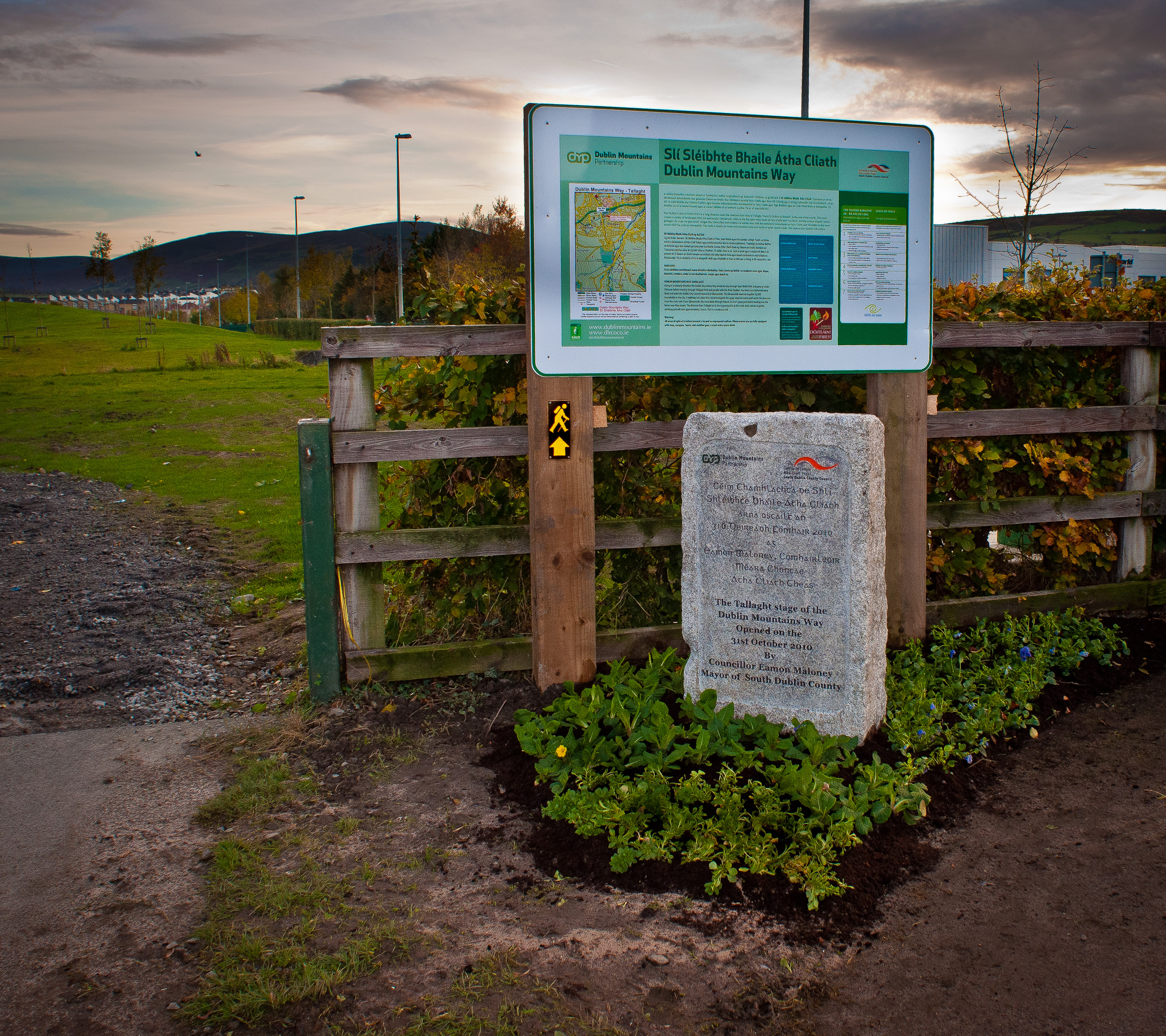
Trailhead in Tallaght
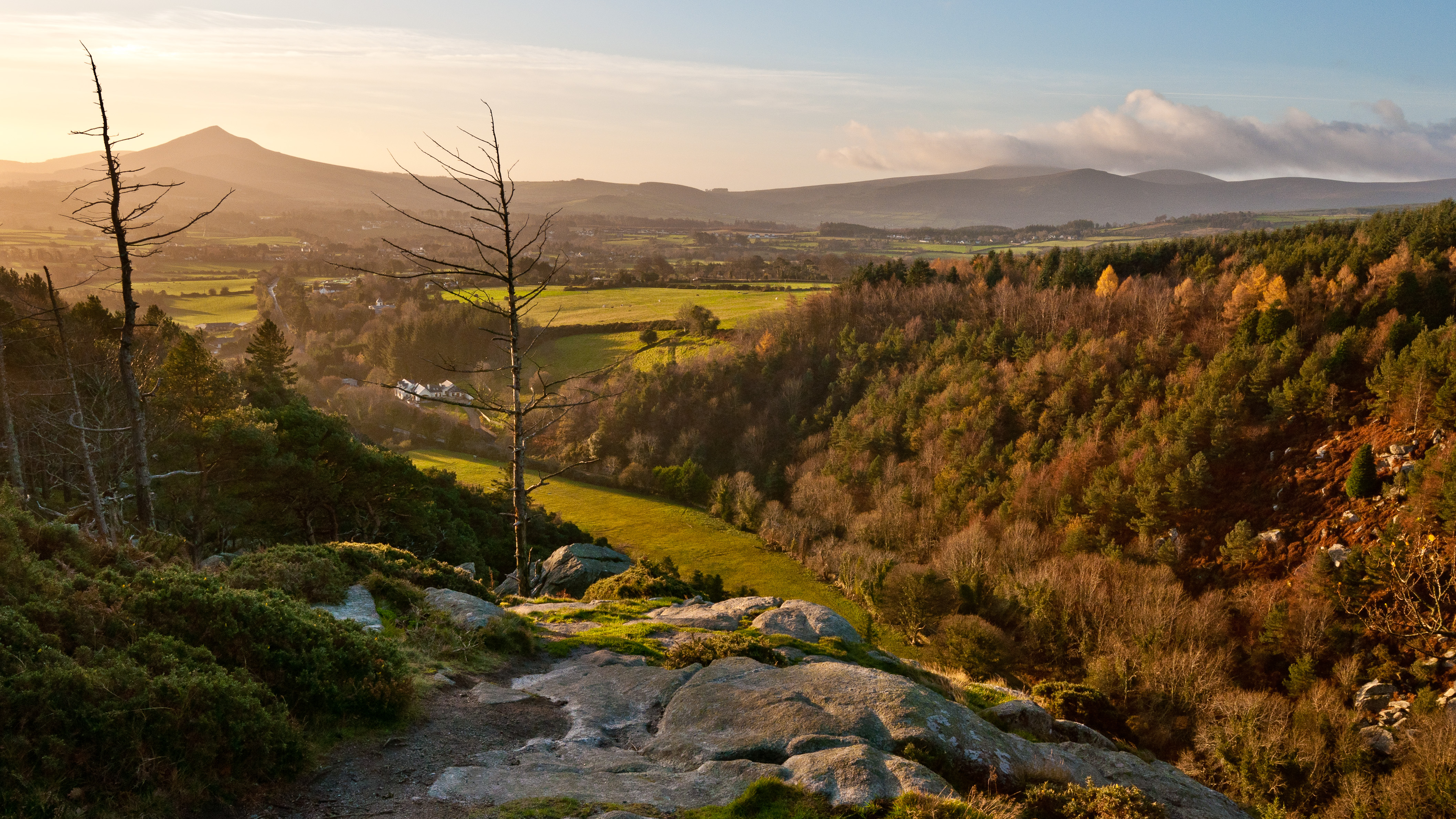
Uitzicht op The Scalp vanaf de top van Barnaslingan Hill
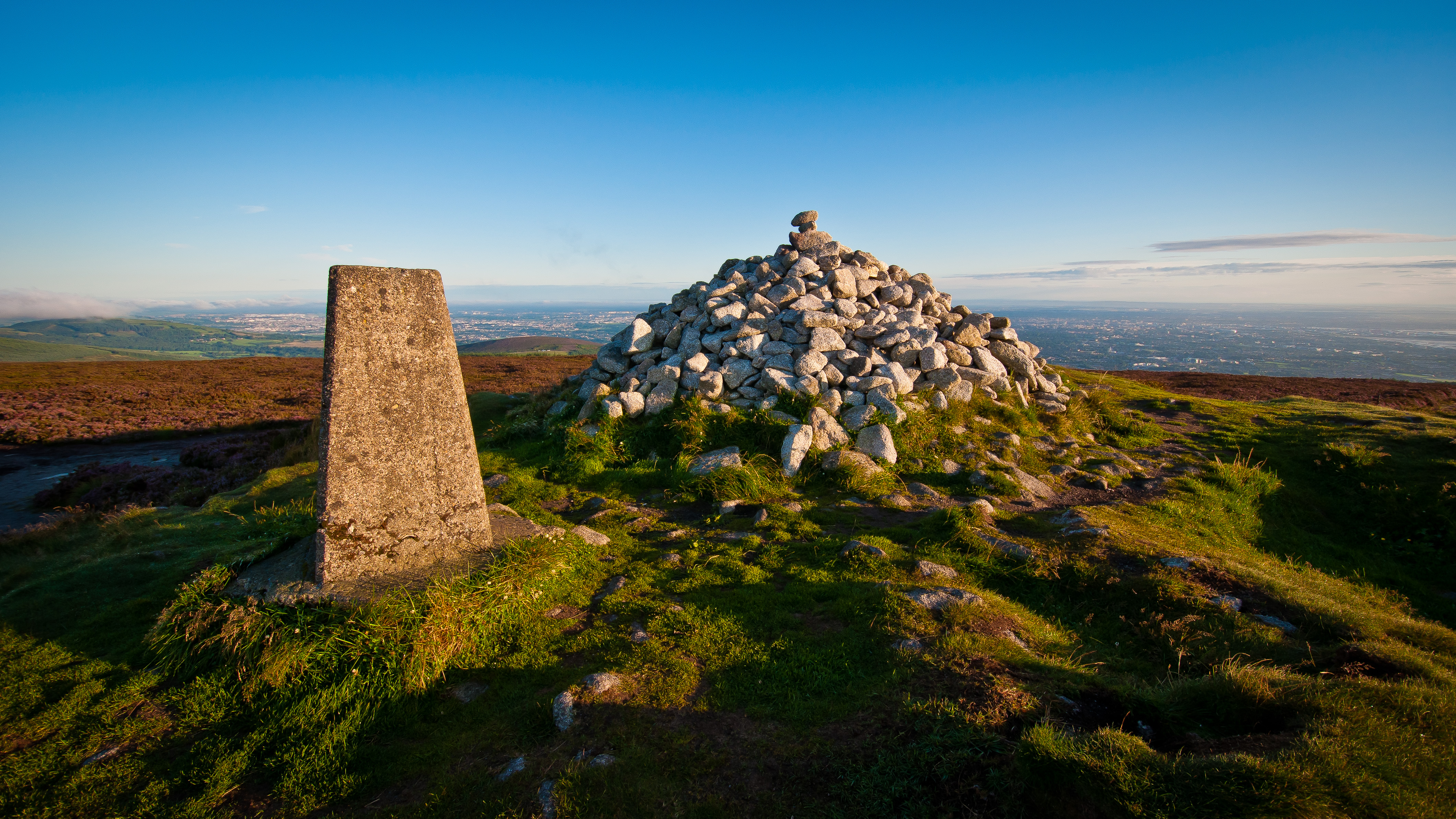
Cairn op Fairy Castle, de top van de Two Rock Mountain
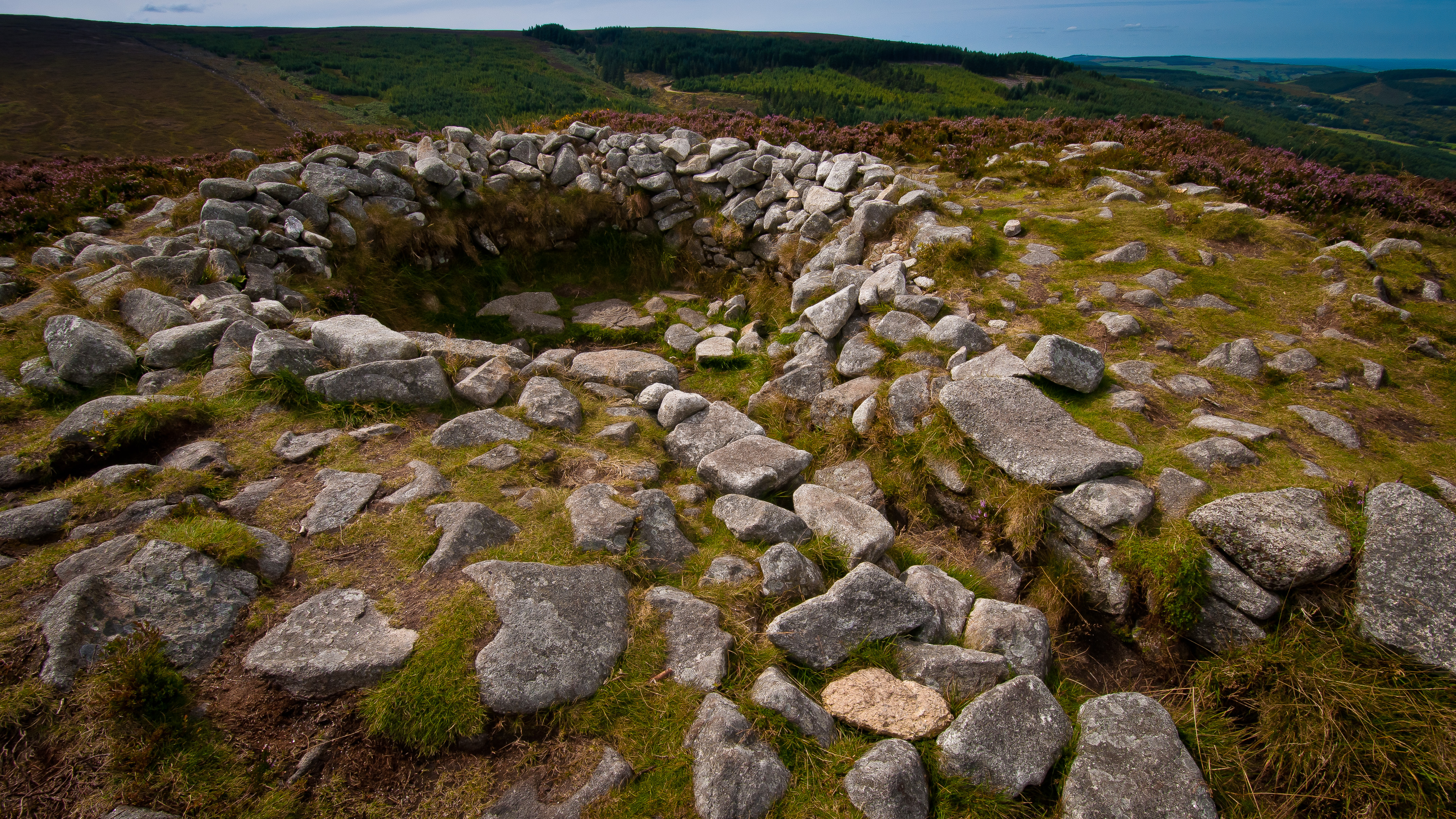
Restanten van een grafkamer op Tibraden Mountain